# NGC 1378
NGC 1378 je dvostruka zvijezda u zviježđu Kemijskoj peći. 

## Vanjske poveznice
- SEDS: NGC 1378